# 특별명령 191호

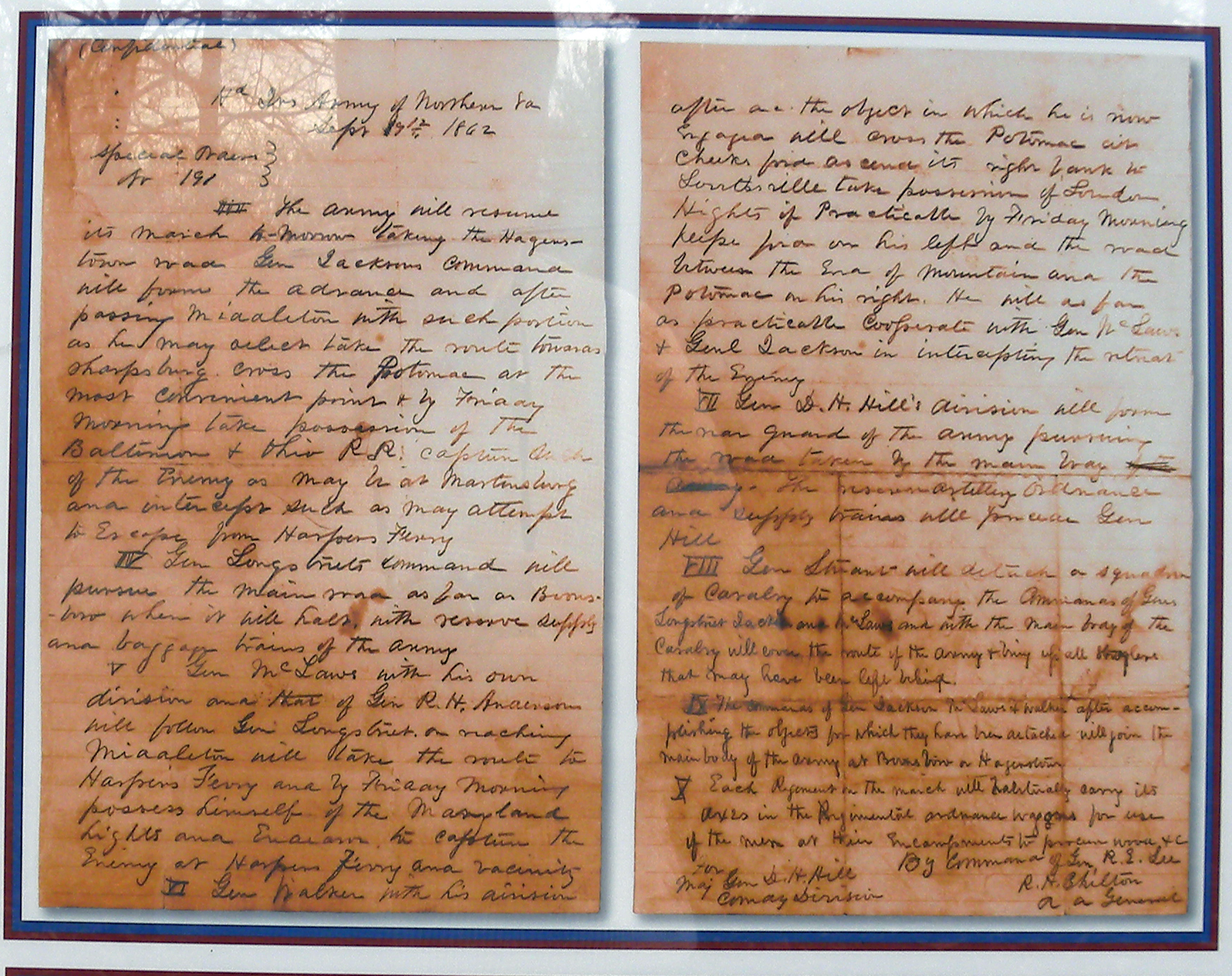
메릴랜드주 크램턴스캡에 전시되어 있는 특별명령 191호 명령서

특별명령 191호(영어: Special Order 191)는 분실된 발송문(영어: Lost Dispatch), 분실된 명령서(영어: Lost Order)라는 별칭으로 잘 알려져 있는 미국 남북 전쟁 당시인 1862년 9월 9일 메릴랜드 전역에서 남군의 장군 로버트 E. 리가 내린 군사 명령서이다. 이 명령서는 9월 13일 메릴랜드주 프레더릭군에서 북군에 의해 노획되어 북군 정보부의 손아귀에 넘어갔으며, 사우스 마운틴 전투와 앤티텀 전투에서 북군의 승리에 기여하게 되는 요인이 되었다.